# Rotten borough
Der Ausdruck rotten borough (englisch verfaulter/„verrotteter“ Bezirk) steht für Wahlkreise im Königreich England (vor 1707), dem Königreich Großbritannien (1707–1801), dem Königreich Irland (1541–1801), und dem Vereinigten Königreich Großbritannien und Irland (ab 1801 bis zur Wahlrechtsreform im Jahr 1832), die so wenige Einwohner hatten, dass sie im Unterhaus als überrepräsentiert galten. Ein pocket borough (von englisch in the pocket, „in der Tasche“) war ein Wahlkreis mit so wenigen Wahlberechtigten, dass ein oder sehr wenige Grundbesitzer die Sitze im Parlament kontrollieren konnten. Bei den mittelalterlichen Ursprüngen des Unterhauses für die Besetzung der Sitze im Unterhaus gab es keine Wahl und damit keine Wahlkreise, sondern einerseits die Ritterschaft einer jeden Grafschaft (county) und andererseits eine im Unterhaus vertretene Stadt (englisch borough), die jeweils zwei Vertreter in das Parlament sandten. Dieser Besetzungsschlüssel wurde mit wenigen Ausnahmen beibehalten, auch nachdem die Besetzung der Sitze im Unterhaus durch periodische Wahl üblich geworden war, und das Unterhaus nach seinem Selbstverständnis sich von einer ständischen Interessenvertretung zu einer Volksvertretung gewandelt hatte.

## Rotten Boroughs
Im Laufe der Zeit waren manche Städte durch wirtschaftlichen Niedergang und Bevölkerungsverlust heruntergekommen oder hatten gar als städtische Gemeinwesen zu existieren aufgehört, während die ihnen zugeordneten Parlamentssitze und ein Kreis von nicht notwendigerweise ortsansässigen wenigen Wahlberechtigten für deren Besetzung weiter bestanden. Damit war es auch möglich, alle Stimmen zu kaufen oder die Wähler entsprechend einzuschüchtern, da die Wahl öffentlich war. Seit dem 18. Jahrhundert wurde dies als gravierendes Problem gesehen. Solche Wahlkreise wurden als rotten borough bezeichnet.
Unter den berüchtigtsten rotten boroughs – hier wird jeweils das bekannte Minimum erwähnt – waren Gatton in Surrey mit zwei Wahlberechtigten und 23 Häusern, von denen nur sechs mit Sicherheit im Wahlbezirk waren; Old Sarum in Wiltshire mit sieben Wahlberechtigten und drei Häusern, alle Grundbesitzer, die dort nicht sesshaft waren; Newtown auf der Isle of Wight mit 23 Wahlberechtigten und 14 Häusern; Lostwithiel in Cornwall mit 24 Wahlberechtigten; und Dunwich in Suffolk mit 32 Wahlberechtigten und 44 Häusern. Jeder dieser Wahlkreise konnte zwei Abgeordnete entsenden. Viele dieser  rotten boroughs  wurden von Adeligen kontrolliert, die den Sitz an ihre Söhne „vererbten“. So konnte es vorkommen, dass der Vater im House of Lords saß und der Sohn im House of Commons. Rotten boroughs hatten meist in der Vergangenheit eine wichtige wirtschaftliche oder politische Rolle gespielt, ihre Bedeutung aber inzwischen eingebüßt. Old Sarum war beispielsweise während des 12. Jahrhunderts eine blühende Stadt mit einer Kathedrale gewesen, bis deren Bewohner nach New Sarum zogen, dem heutigen Salisbury.
Bei den Unterhauswahlen im Jahr 1831 wurden in den 204 Wahlkreisen Englands insgesamt 408 Abgeordnete gewählt. 76 dieser Wahlkreise mit 152 gewählten Parlamentsabgeordneten hatten weniger als 100 Wähler, und 44 Wahlkreise mit 88 gewählten Abgeordneten hatten weniger als 50 Wähler.
Auf der anderen Seite hatten Städte wie Manchester, die während der Industrialisierung stark gewachsen waren, keine eigenen Vertreter, sondern wurden von den beiden Abgeordneten der Grafschaft vertreten, in der sie lagen (in diesem Falle Lancashire).

## Pocket Boroughs
In den pocket boroughs wurde die parlamentarische Vertretung von einem oder sehr wenigen Landeigentümern kontrolliert. Sie konnten ihre Macht entfalten, indem sie ihnen genehme Kandidaten nominierten, Bürgerrechte verliehen oder Bestechungsgelder zahlten. In einzelnen Fällen konnte eine reiche Person sogar mehrere Wahlkreise kontrollieren. Dem Herzog von Newcastle wurde nachgesagt, er habe sieben boroughs „in seiner Tasche“ gehabt.

## Das Ende der Rotten Boroughs
Im 19. Jahrhundert wurden zahlreiche Schritte unternommen, um die rotten boroughs abzuschaffen und eine ausgeglichenere Vertretung herbeizuführen. Mit dem Reform Act 1832 verschwanden 57 rotten boroughs. Zugleich wurde die strikte Koppelung der Wahlkreise an die Grafschaften und Städte mit der fixen Abgeordnetenzahl von 2 gelöst. Das Gewicht verschob sich vom übervertretenen ländlichen Süden in die Industriestädte des Nordens. Viele der pocket boroughs blieben jedoch bis zum Reform Act 1867 bestehen, nach dem die Sitze grundsätzlich gemäß der Bevölkerungszahl verteilt wurden. Nachfolgende Gesetze vergrößerten die Wählerschaft und schufen die Boundary Commission, die in regelmäßigen Abständen die Größe der Wahlkreise überprüfte und anpasste.
Die Einführung des Wahlgeheimnisses im Jahr 1872 machte es den Patronen unmöglich, die Stimme eines einzelnen Wählers zu kontrollieren. Zum ersten Mal konnten die Wähler frei entscheiden und mussten nicht auf die Wünsche des Land- oder Hausbesitzers Rücksicht nehmen. Gleichzeitig wurde das „Umwerben“ der Wählerschaft durch Geldgeschenke oder ausgefallene Vergnügungen verboten.

## Moderne Verwendung
Heute wird der Ausdruck rotten borough selten und ironisch für einen Wahlkreis verwendet, in dem eine bestimmte politische Partei durch Gerrymandering eine derart hohe Unterstützung genießt, dass der Kandidat ohne nennenswerte Konkurrenz gewählt wird. Dies muss von dem „sicheren Sitz“ (safe seat) unterschieden werden, wo eine Partei ohne Manipulation einen Vorteil hat.
Manchmal wird die Bezeichnung auch für eine Person oder eine Familie verwendet, die dasselbe Gebiet während langer Zeit vertreten hat. Selbst bei einem Parteiwechsel blieben die Wähler solcher Wahlkreise ihrem Abgeordneten treu. Als rotten boroughs werden auch Abteilungen einer Stadtverwaltung bezeichnet, die angeblich oder nachweislich korrupt sind.